# Spoorlijn Winterswijk - Neede
De spoorlijn Winterswijk - Neede is de voormalige spoorwegverbinding tussen Winterswijk en Neede.
De spoorlijn werd op 15 oktober 1884 geopend als onderdeel van de verbinding Winterswijk-Hengelo/Enschede, en was aangelegd door de Geldersch-Overijsselsche Lokaalspoorweg-Maatschappij. 

## Route
In de beginopzet van de GOLS was er een hoofdlijn Winterswijk - Neede - Boekelo - Hengelo/Enschede, met een zijlijn Doetinchem - Ruurlo - Neede. Later reden de doorgaande personentreinen meestal vanaf Doetinchem via Boekelo naar Enschede en Oldenzaal. Vanuit Winterswijk reden de treinen via Neede naar Hellendoorn. Voor Hengelo diende dan in Boekelo overgestapt te worden.

## Stations
Langs de lijn lagen de volgende stations:
| Station          | Geopend | Gesloten | Gebouw                                                    |
| ---------------- | ------- | -------- | --------------------------------------------------------- |
| Winterswijk      | 1878    | -        | 1879, 1e gebouw, uniek ontwerp                            |
| Winterswijk GOLS | 1884    | 1936     | 1907, 2e gebouw, uniek ontwerp verbouwd tot appartementen |
| Groenlo          | 1884    | 1937     | 1883, 1e gebouw, GOLS-groot in gebruik als woning         |
| Hupsel           | 1917    | 1937     | geen                                                      |
| Eibergen         | 1884    | 1937     | geen, 1e gebouw, type GOLS-groot gesloopt in 1956         |
| Neede            | 1884    | 1937     | geen, 1e gebouw, type GOLS-groot gesloopt in 2001         |

Station Winterswijk lag aanvankelijk niet aan de spoorlijn naar Neede, maar tegenover het GOLS-station, aan de spoorlijn van Zutphen naar Gelsenkirchen. Na de sluiting van het GOLS-station reden alle treinen naar station Winterswijk.

## Sluiting en tegenwoordig
Op 3 oktober 1937 werd de spoorlijn gesloten voor personenverkeer. Tot 1975 heeft nog goederenverkeer plaatsgevonden. De lijn is tegenwoordig geheel opgebroken. Een klein gedeelte van het talud nabij Winterswijk West is in gebruik genomen als onderdeel van de verbinding Winterswijk - Zutphen. Deze laatste lijn heeft daardoor enkele vreemde bochten. Tussen Winterswijk West en Groenlo is het verloop van de lijn nog duidelijk in het landschap te zien. Over een groot gedeelte loopt thans een fietspad. Ook diverse oude gebouwen (bijvoorbeeld voormalig Station Groenlo) herinneren nog aan deze spoorlijn.
Tussen Groenlo en Neede heeft er lang een zandpad gelegen waar het voormalige spoor liep. Het stuk tussen de Vogelenzangstraat (Eibergen) en de Needseweg (Eibergen) werd een paar jaar geleden geasfalteerd en werd een fietspad. Een jaar later werd ook het stuk tussen de Vogelenzangstraat en Hupsel geasfalteerd. Het stuk tussen Hupsel en Groenlo is inmiddels verdwenen door de komst van industrieterrein De Laarberg. De spoorbruggen over de rivier de Berkel en de Oude-Berkel in Eibergen zijn bewaard gebleven. Deze doen nu dienst als fietsbrug.
Op 16 april 2009 is een groot deel van de voormalige spoorbaan officieel in gebruik genomen als geasfalteerde doorgaande fietsroute Neede-Winterswijk.